# Kraszen
Kraszen – wieś w Armenii, w prowincji Szirak. W 2011 roku liczyła 244 mieszkańców.